# Arenina
La arenina es un alcaloide benciltetrahidroisoquinolínico aislado de Papaver arenarium (Papaveraceae). [α]D = -31  ( c, 1.03 en MeOH)

## Síntesis
La macrostomina fue sintetizada por primera vez por Wykypiel y colaboradores en 1980. Wiegrebe y colaboradores sintetizaron la macrostomina y otros derivados similares a partir de (3,4-dimetoxifenil)acetonitrilo de acuerdo a la siguiente secuencia sintética:
- El nitrilo es activado con trimetilamina para formar el carbanión, el cual se condensa con 5-metoxi-3,4-dihidro-2H-pirrol.
- El producto de condensación es formilado en el nitrógeno pirrolidínico con anhídrido acético-fórmico.
- Se lleva a cabo una reducción del nitrilo a amino, la insaturación α,β al nitrilo y el grupo formilo a metilo.
- El grupo amino formado del nitrilo se acila con cloruro de 1,3-benzodioxol-5-ilacetilo.
- Se lleva a cabo un cierre de anillo de acuerdo a una ciclización de Pictet-Spengler.
- Se aromatiza el anillo de quinolica con paladio y carbono.

La macrostomina también ha sido sintetizada por el método de Monica F. Enamorado y colaboradores a partir de nicotina de acuerdo al siguiente esquema sintético: 
- Se hace reaccionar la nicotina con una base fuerte (n-butil litio) para desprotonar la posición 6 del anillo de piridina. Con hexacloroetano se halogena la posición activa.
- Se repite la reacción para clorar la posición 4 del anillo de piridina.
- Con n-butil litio se forma una triple ligadura tipo bencino en las posiciones 4,5 del anillo de piridina. A este intermediario se le pone a reaccionar con 3,4-dimetoxifurano para obtener el aducto Diels-Alder
- El puente epóxido del aducto se extruye por la acción de magnesio y tetracloruro de titanio.
- Se alquila la posición 2 del anillo de piridina por acción de (1,3-benzodioxol-5-il)metiluro de magnesio.